# سیمینوف ۲۴۲۶
سیارک ۲۴۲۶ (به انگلیسی: 2426 Simonov، نامگذاری:1976KV) دو هزار و چهارصد و بیست و ششمین سیارک کشف شده‌است که در ۲۶ مه ۱۹۷۶ کشف شد.
قدر مطلق سیارک برابر ۱۱٫۴۰ است.